# Бодри (корвет)
«Бодри» (14) — малий протичовновий корабель, пізніше — корвет Військово-Морських Сил Болгарії. Багатоцільовий корабель прибережної дії проєкту 1241.2 (шифр «Молнія-2», англ. Pauk-I class за класифікацією НАТО). До 1992 року — МПК-124.

## Історія корабля

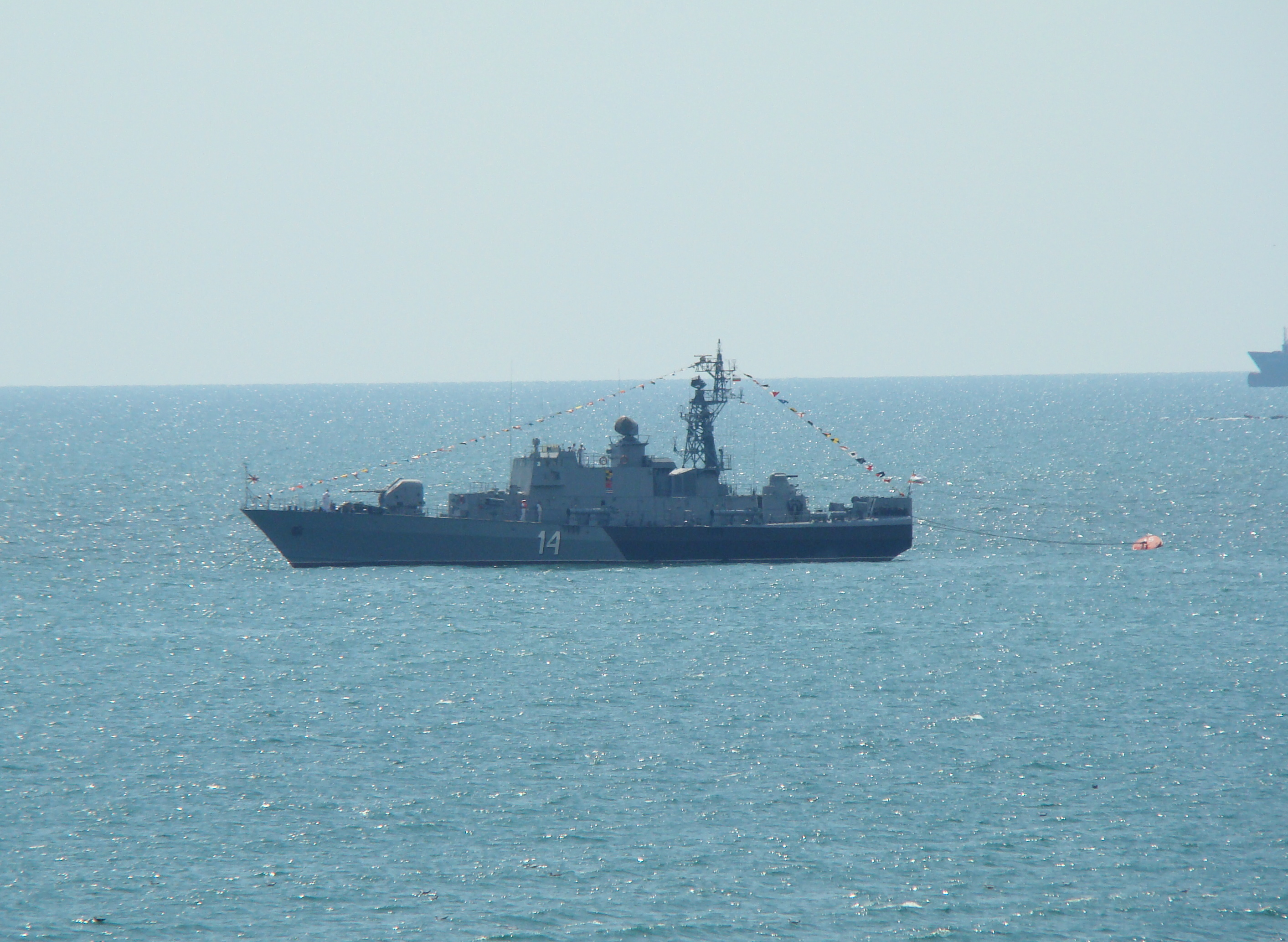
У 2009 році

Малий протичовновий корабель МПК-124 був закладений на стапелі Ярославського суднобудівного заводу (зав. № 513) 21 квітня 1984 року і 10 січня 1985 року зарахований у списки кораблів ВМФ. Спущений на воду 17 червня 1985 року і незабаром переведений внутрішніми водними системам в Азовське море, а звідти в Чорне для проходження здавальних випробувань. Вступив в стрій 12 грудня 1985 року і 15 лютого 1986 року включений до складу ЧФ.
В зв'язку з продажем ВМС Болгарії 4 квітня 1992 року виключений зі складу ВМФ СРСР і 1 грудня 1992 року розформовано екіпаж.
Прийнятий до складу ВМС Болгарії 4 лютого 1992 року.
У липні 2020 року під час навчань «Сі Бриз 2020» Росія провокувала «Бодри», намагаючись завадити їхньому проведенню. Під час відпрацювань маневрів, на болгарський корабель по радіоефіру вийшов російський патрульний корабель Берегової охорони ФСБ Росії з вимогою покинути район перебування. Болгарський корабель перебував у винятково економічній зоні України.   